# Eupithecia multiscripta
Eupithecia multiscripta är en fjärilsart som beskrevs av George Duryea Hulst 1896. Eupithecia multiscripta ingår i släktet Eupithecia och familjen mätare. Inga underarter finns listade i Catalogue of Life.